# Bubble/バブル
『Bubble/バブル』（Bubble）は、2005年のアメリカ映画。
スティーヴン・ソダーバーグが監督・撮影・編集の3役を務め、製作費160万ドルという低予算で作られたインディペンデント映画である。出演者はプロの俳優ではなく、撮影場所も出演者の自宅が使われた。

## ストーリ―
マーサとカイルの二人が長年働いている小さな人形工場に、ある日新たに若いシングルマザーのローズが入社し、微妙な関係が壊れてゆく。

## キャスト
- マーサ: デビー・ドーブライナー
- カイル: ダスティン・アシュリー
- ローズ: ミスティ・ウィルキンス

## 評価
レビュー・アグリゲーターのRotten Tomatoesでは106件のレビューで支持率は71%、平均点は6.30/10となった。Metacriticでは32件のレビューを基に加重平均値が63/100となった。

## 受賞・ノミネート
第22回インディペンデント・スピリット賞
- ノミネート: 監督賞 - スティーヴン・ソダーバーグ